# ریپر (قایق دو دکله)
ریپر (قایق دو دکله) (به انگلیسی: Reaper (schooner)) یک کشتی است.